# Trofeo del Olivo
El Trofeo del Olivo es un torneo amistoso que organiza el Real Jaén CF todos los años desde 1981 aunque la primera edición fue en 1967 y participaron 4 equipos, I Trofeo del Olivo. Se disputa al principio de la temporada, a finales de agosto o a principios de septiembre. Habitualmente es el primer partido que disputa el equipo en casa cada temporada, sirviendo de presentación del equipo blanco ante el público jiennense.
El trofeo se disputa a un solo partido y el premio consiste en un olivo tallado en plata, símbolo indiscutible de la provincia.
En 2009 la presentación del Real Jaén se realizó en el Trofeo Lagarto, de nueva acuñación, sirviendo el Trofeo del Olivo como presentación únicamente de las categorías inferiores del equipo.

## Historia
El Real Jaén, en 23 ocasiones, ha sido el club que más veces lo ha ganado.
En la pretemporada de la campaña 2007/08 el "Trofeo del Olivo" se disputó ante el recién ascendido a Segunda División, el Granada 74.
En la temporada del 2008/09 el "Trofeo del Olivo" fue disputado contra el Sevilla FC, ganando el Real Jaén en la tanda de penaltis.
En la temporada 2009/10 el "Trofeo del Olivo" fue disputado contra el Real Betis, equipo que se llevó el trofeo tras un gol de Sergio García en los minutos finales del encuentro.
En la temporada 2010/11 se disputó la XXX Edición del "Trofeo del Olivo" frente a la AD Alcorcón. El trofeo se quedó en tierras jiennenses al ganar los locales por 4 goles a 0. Los tantos fueron obra de Zurdo, Rubén en propia puerta, Valdés y del canterano Adri.
En la temporada 2011/12  el "Trofeo del Olivo" se disputó frente al Málaga CF, ganando el equipo malagueño en los penaltis tras empate a uno en los 90 minutos, con goles de Pedrito y Seba Fernández.
La XXXII edición del "Trofeo del Olivo" se disputó frente al Real Betis y ganó el Real Jaén con gol de Elady en la segunda parte.
En la temporada 2013/14 el rival del XXXIII "Trofeo del Olivo" fue el Sevilla FC de Unai Emery, resultando ganadores los sevillistas en la tanda de penaltis tras empate a cero en los 90 minutos.
La XXXIV edición del Trofeo se la adjudicó el Granada CF de Joaquín Caparrós con un solitario gol de Ortuño en el minuto 20 de partido.

En 2023 se juegan dos ediciones del Torneo. La edición XXXVIII se juega en Febrero en formato cuadrangular, venciendo el Atlético Mancha Real y la edición XXXIX se juega en Agosto, venciendo el Córdoba CF.

## Historial
| I       | 1967 | Real Jaén         | AS Roma            | 2-0       | Ortega y Celestino (Real Jaén)                                                                    |
| I       | 1981 | Real Betis        | Real Jaén          | 1-0       | Cardeñosa (Real Betis)                                                                            |
| II      | 1982 | Real Jaén         | CD Málaga          | 3-1       | Juanjo, Boro, Anquela (Real Jaén); Albis (CD Málaga)                                              |
| III     | 1983 | Real Jaén         | Elche CF           | 2-1       | González, Fernando (Real Jaén); Quesada (Elche CF)                                                |
| IV      | 1984 | Real Jaén         | Atlético Madrileño | 4-1       | Kubala (2), Juan, Álvarez (Real Jaén); Peiró (Atlético Madrileño)                                 |
| V       | 1985 | Real Jaén         | Újpest Dózsa       | 1-1       | Miguel Ángel (Real Jaén); Ambris (Újpest Dózsa)                                                   |
| VI      | 1986 | Córdoba CF        | Real Jaén          | 2-1       | Hueso (Real Jaén); Fede (pp), Ricard (Córdoba CF)                                                 |
| VII     | 1987 | Real Jaén         | CD Linares         | 3-2       | Fernando, Roberto, Ángel (Real Jaén); Juanma (2) (CD Linares)                                     |
| VIII    | 1988 | Úbeda CF          | Real Jaén          | 1-1       | Gabi (Real Jaén); Ángel (Úbeda CF)                                                                |
| IX      | 1989 | Danubio FC        | Real Jaén          | 2-0       | Dalto (2) (Danubio FC)                                                                            |
| X       | 1990 | Real Jaén         | CD Iliturgi        | 1-0       | Julio César (Real Jaén)                                                                           |
| XI      | 1991 | Albacete Balompié | Real Jaén          | 1-0       | Sigüenza (Albacete Balompié)                                                                      |
| XII     | 1992 | Real Jaén         | Elche CF           | 2-1       | Cardona, Puskas (Real Jaén); Boria (Elche CF)                                                     |
| XIII    | 1993 | Real Jaén         | Elche CF           | 3-2       | Nono, Chumilla, Almagro (Real Jaén); Jesús (2) (Elche CF)                                         |
| XIV     | 1994 | Real Jaén         | Real Valladolid    | 1-0       | Gori (P) (Real Jaén)                                                                              |
| XV      | 1995 | Real Jaén         | Real Valladolid    | 1-1       | Manolo Herrero (Real Jaén); Peternac (Real Valladolid)                                            |
| XVI     | 1996 | Rayo Vallecano    | Real Jaén          | 4-0       | Ezequiel Castillo, Radchenko, Valentín (2) (Rayo Vallecano)                                       |
| XVII    | 1997 | UD Salamanca      | Real Jaén          | 1-0       | César Brito (UD Salamanca)                                                                        |
| XVIII   | 1998 | Real Jaén         | Rayo Vallecano     | 1-0       | Rueda (Real Jaén)                                                                                 |
| XIX     | 1999 | Real Jaén         | At. Mancha Real    | 1-0       | Chico (Real Jaén)                                                                                 |
| XX      | 2000 | Sevilla FC        | Real Jaén          | 1-1       | Jesús Sierra (Real Jaén); Luís López (pp) (Sevilla FC)                                            |
| XXI     | 2001 | Real Jaén         | Sevilla FC         | 3-1       | Jurado, Carlos Torres, Pepelu (Real Jaén); Francisco (Sevilla FC)                                 |
| XXII    | 2002 | Málaga CF         | Real Jaén          | 4-1       | Sutil (Real Jaén); Musampa (2), Dely Valdés y Miguel Ángel (pp) (Málaga CF)                       |
| XXIII   | 2003 | UD Almería        | Real Jaén          | 1-0       | Ortíz (UD Almería)                                                                                |
| XXIV    | 2004 | Real Jaén         | Atlético de Madrid | 2-1       | Sergio Cruz, Puli (Real Jaén); Aguilera (Atlético de Madrid)                                      |
| XXV     | 2005 | Real Jaén         | Angola             | 1-0       | Javi Moyano (Real Jaén)                                                                           |
| XXVI    | 2006 | Real Jaén         | Getafe CF          | 3-2       | Cañadas, Geni, Calderón (Real Jaén); Manu del Moral, Güiza (Getafe CF)                            |
| XXVII   | 2007 | Granada 74        | Real Jaén          | 1-1       | Godino (Real Jaén); Paco Esteban (Granada 74)                                                     |
| XXVIII  | 2008 | Real Jaén         | Sevilla FC         | 1-1       | Galdós (Real Jaén); Konko (Sevilla FC)                                                            |
| XXIX    | 2009 | Real Betis        | Real Jaén          | 1-0       | Sergio García (Real Betis)                                                                        |
| XXX     | 2010 | Real Jaén         | AD Alcorcón        | 4-0       | Zurdo, Rubén Anuarbe (pp), Valdés y Adri (Real Jaén)                                              |
| XXXI    | 2011 | Málaga CF         | Real Jaén          | 1-1 (4-3) | Pedrito (Real Jaén); Seba Fernández (Málaga CF)                                                   |
| XXXII   | 2012 | Real Jaén         | Real Betis         | 1-0       | Elady (Real Jaén)                                                                                 |
| XXXIII  | 2013 | Sevilla FC        | Real Jaén          | 0-0 (2-1) |                                                                                                   |
| XXXIV   | 2014 | Granada CF        | Real Jaén          | 1-0       | Alfredo Ortuño                                                                                    |
|         | 2016 | Real Jaén         | CD Leganés         |           | Aplazado, no se disputó.                                                                          |
| XXXV    | 2017 | Real Jaén         | Chongqing Lifan FC | 2-1       | Álvaro Aguado y David Ordóñez (Real Jaén); Alan Kardec (Chongqing)                                |
| XXXVI   | 2018 | Linares Deportivo | Real Jaén          | 4-2       | Juanma y Antonio López (Real Jaén); Jorge Barda, Juanfran García (2) y Chendo (Linares Deportivo) |
| XXXVII  | 2019 | Real Jaén         | CP Villarrobledo   | 4-1       | Miguel Martín y Fran Hernández (Real Jaén); Nacho ( CP Villarrobledo )                            |
| XXXVIII | 2023 | Linares Deportivo | At. Mancha Real    | 1-1 (5-3) | Samu Corral (Linares Deportivo); Malano (Atco. Mancha Real)                                       |
| XXXIX   | 2023 | Córdoba CF        | Real Jaén          | 2-1       | Mario Martos (Real Jaén), Simó y Paco (Córdoba CF)                                                |
| XL      | 2025 | Real Jaén         | Recreativo Granada | 4-2       |                                                                                                   |

## Palmarés
| Club                 | Trofeos |
| -------------------- | ------- |
| Real Jaén            | 24      |
| Málaga CF            | 2       |
| Real Betis           | 2       |
| Sevilla FC           | 2       |
| Córdoba CF           | 2       |
| Atlético Mancha Real | 1       |
| Rayo Vallecano       | 1       |
| Úbeda CF             | 1       |
| UD Salamanca         | 1       |
| Danubio FC           | 1       |
| Granada 74           | 1       |
| Albacete Balompié    | 1       |
| UD Almería           | 1       |
| Granada CF           | 1       |
| Linares Deportivo    | 1       |